# マリオス・ツァウシス
マリオス・ツァウシス（Marios Tsaousis (ギリシア語: Μάριος Τσαούσης、2000年5月11日 - ）は、ギリシャ・テッサロニキ出身のプロサッカー選手。PASヤニナFC所属。ポジションは、ディフェンダー（LB）。